# Јарослав Кандић
Јарослав Кандић (Лазаревац, 1931 – Београд, 2004) био је академски сликар и професор ликовне уметности, иницијатор и прегалац културних дешавања у Бору од 1961. до 1973. године.

## Биографија
Детињство је провео у Бору - до своје четрнаесте године (1945.),  када се одселио у Београд где је завршио средњу школу а затим и Ликовну академију. Дипломирао је 1959. године на академији за ликовне уметности у Београду у класи професора Недељка Гвозденовића, затим је завршио постдипломске студије у класи професора Зоре Петровић као стипендиста Савезног извршног већа. За постигнут успех на Академији је награђен путовањем у Париз, а 1959-1960. године је постао и члан Удружења ликовних уметника Србије (УЛУС).
У Бор се вратио 1961. године, био је професор гимназије Бора Станковић до 1969. године а једно време и сарадник листа Колектив. За уметнички и педагошки ангажман добитник је Октобарске награде Бора 1964. године. У Бору је живео близу дванаест година и за то време је активно исказивао свој стваралачки сензибилитет кореспондирајући са непосредним окружењем насликао је преко стотину слика које је тематски подарио Бору кроз своје изложбе, а кроз  педагошки и друштвени ангажман значајно је и подстицајуће утицао на борску средину да у њој пробуди интересовање за уметност.
Своје стваралаштво је представио самосталним изложбама 1961, 1962, 1963, 1966, 1969 и 1972 године док је био у Бору, а затим ретроспективном изложбом 1999. године. Организовао је више самосталних изложби у Бору, посебно у борским школама, као и у Зајечару и Мајданпеку.
Своја бројна ликовна дела које је мотивски и поетски везао за Бор и ове крајеве. Истовремено је више пута излагао на Октобарском салону у Београду и у Бору и околини на изложбама а запажену изложбу је имао  са песником Рајком Чукићем.
Подстицао је и организовао изложбу колекције уметнички обликованог бакра са Томиславом Миленковићем, кога борска јавност познаје по имену Тома Фунташ, радником уметником из Бора, а био је и иницијатор гостовања у Бор познатих имена културног живота и стваралаца  филма Душана Макавејева и музике Јосипа Вошњака.
Објављивао је цртеже и вињете као и критичке приказе изложби и културних збивања у Борском Колективу чији је сарадник једно време био.
У Београду је од  1973. године наставио свој педагошки рад са младима у Четрнаестој београдској гимназији.
Према оценама Николе Кусовца историчара уметности његов уметнички израз се кретао од класичне уметности до експресивне фигурације као и експресивне и лирске поетике.
Један број његових слика се данас чува у фонду уметничке збирке Музеја рударства и металургије у Бору.